# Zofia Petri
Zofia Petri (ur. 22 października 1928 we Lwowie,  zm. 3 lutego 1999 w Warszawie) – polska aktorka i reżyserka teatralna, wykładowca akademicki.

## Życiorys
W 1948 roku ukończyła Państwową Szkołę Dramatyczną w Krakowie. Jeszcze podczas studiów debiutowała na deskach krakowskiego Starego Teatru. Po ukończeniu studiów występowała w Gdańsku (Teatr Wybrzeże, 1948-1949) oraz w Łodzi (Teatr im. Stefana Jaracza 1949-1958 oraz Teatr Nowy 1958-1962). W 1956 roku rozpoczęła pracę dydaktyczną w Wydziale Aktorskim Państwowej Wyższej Szkole Filmowej w Łodzi, a w 1969 roku debiutowała jako reżyser teatralny. Przez kolejne lata związana była ze scenami warszawskimi: Teatrem Polskim (1962-1974, 1981-1983), Teatrem Nowym (1974-1978) oraz Teatrem Dramatycznym (od 1984). W latach 1979–1981 występowała również w Teatrze Śląskim w Katowicach.
W 1971 roku zagrała swoją jedyną rolę filmową – postać Margerity Christophilu w produkcji Agent nr 1 (reż. Zbigniew Kuźmiński). Ponadto w latach 1986-1973 występowała w spektaklach Teatru Telewizji oraz widowiskach telewizyjnych, a w latach 1958-1989 – w audycjach Teatru Polskiego Radia.
Była żoną Michała Pawlickiego i drugą żoną aktora i reżysera Artura Młodnickiego. Została pochowana na Cmentarzu Wojskowym na Powązkach w Warszawie.

## Nagrody i odznaczenia
- 1962 - "Srebrna Szpilka" w plebiscycie łódzkiej prasy na najlepszego aktora sezonu 1961/62
- 1962 - II Kaliskie Spotkania Teatralne - nagroda za rolę Marii Magdaleny za rolę w spektaklu Historyja o chwalebnym Zmartwychwstaniu Pańskim (reż. Kazimierz Dejmek)
- 1988 - Krzyż Kawalerski Orderu Odrodzenia Polski